# Elecciones generales de Samoa de 2016
Las elecciones generales se celebraron en Samoa el 4 de marzo de 2016. Los principales partidos contendientes fueron los del primer ministro titular Tuila'epa Sailele Malielegaoi, el Partido para la Protección de los Derechos Humanos (HRPP); y el Partido Tautua Samoa (TSP). El HRPP logró una victoria aplastante, ganando 35 de los 50 escaños electos en la Asamblea Legislativa, mientras que 12 de los 13 independientes se unieron a ellos, fortaleciendo el gobierno unipartdista de Samoa e impidiendo que el TSP obtuviera los ocho escaños necesarios para el reconocimiento como partido parlamentario, al tener 3 escaños.

## Resultados
| Partido                            | Partido                                            | Votos   | %     | Escaños | +/– |
| ---------------------------------- | -------------------------------------------------- | ------- | ----- | ------- | --- |
|                                    | Partido para la Protección de los Derechos Humanos | 45,505  | 56.92 | 35      | +6  |
|                                    | Partido Tautua Samoa                               | 6,743   | 8.43  | 2       | –11 |
|                                    | Independientes                                     | 27,704  | 34.65 | 13      | +6  |
| Votos nulos/en blanco              | Votos nulos/en blanco                              | 759     | –     | –       | –   |
| Total                              | Total                                              | 80,711  | 100   | 50      | +1  |
| Votantes registrados/participación | Votantes registrados/participación                 | 115,901 | 69.64 | –       | –   |
| Fuente: OEC, Election Passport     |                                                    |         |       |         |     |